# Arnie Zane
Arnie Zane (Bronx, 26 settembre 1948 – Valley Cottage, 30 marzo 1988) è stato un ballerino, coreografo e fotografo statunitense statunitense.

## Biografia
Secondogenito di una famiglia italiana ed ebraica, Zane nacque a New York e studiò teatro e storia dell’arte alla Binghamton University. Dopo la laurea cominciò a lavorare come fotografo, ricevendo vasti apprezzamenti di critica per la sua abilità di immortalare i movimenti del corpo. All’università conobbe il ballerino Bill T. Jones, con cui instaurò un proficuo sodalizio artistico e sentimentale, oltre a trasferirsi brevemente ad Amsterdam con lui dopo gli studi. Dopo aver seguito lezioni di improvvisazione, Zane si interessò alla danza e fondò con Jones e Lois Welk l’American Dance Asylum. Dopo una tournée internazionale di due anni, Jones e Zane sciolsero la compagnia e fondarono la Bill T- Jones-Arnie Zane Company nel 1982, che esordì alla Brooklyn Academy of Music. Zane e Jones ottennero un grande successo e nelle loro coreografie affrontavano temi contemporanei come il razzismo, il sessismo e la paura del nucleare. Dopo aver ricevuto la Creative Artists Public Service Fellowship nel 1972 per la sua opera come fotografo, ottenne due volte le sovvenzioni dal National Endowment for the Arts nel 1983 e nel 1984.
Malato di AIDS, morì all'età di trentanove anni nel 1988.